# أنطونيو دومينغيز أورتيز
أنطونيو دومينغيز أورتيز (بالإسبانية: Antonio Domínguez Ortiz)‏ هو مؤرخ اجتماعي ‏ ومؤرخ وأستاذ جامعي وكاتب إسباني، ولد في 18 أكتوبر 1909 في إشبيلية في إسبانيا، وتوفي في 21 يناير 2003 في غرناطة في إسبانيا.